# Gyula Kosice
Gyula Kosice vagy Fernando Fallik, eredeti neve: Falk Gyula (Kassa, 1924. április 26. – Buenos Aires, 2016. május 25.) magyar gyökerekkel rendelkező argentin író, költő, szobrász és teoretikus, a kinetikus szobrászat és a fényművészet egyik úttörője, a MADI művészeti mozgalom egyik elindítója.

## Életpályája
Magyar-zsidó családban, három fiú közül a másodikként született. Anyja Berger Eta, apja Falk József szabó volt, távolabbi felmenői svájci órások voltak. Neve felvett művésznév szülőhelye iránti tiszteletből. Apja a csehszlovák állam megalakulása után egy újabb világháborútól való félelmében emigrált. A család 1928-ban követte Argentínába, Buenos Airesbe.  A hosszú tengeri út az akkor négyéves Kosiceban életre szóló élményeket keltett. Tízéves korában elvesztette a szüleit, munkába állt, elemi tanulmányait sem fejezte be. Autodidaktának tartja magát.
A művészeti világba Alberto Hidalgo költő vezette be, aki támogatta a versírásban, és más művészeknek, szobrászoknak, festőknek, zenészeknek is bemutatta.
1944-ben jelent meg az Arturo művészeti magazin, ami később a MADI mozgalom egyik alapdokumentuma lett. Az egyetlen számot megélt lapot Carmelo Arden Quin, Edgard Bayley és Kosice szerkesztette, a borítóját Tomas Maldonado tervezte. Ugyanebben az évben készítette első mozgó, kinetikus szobrát Röyi címmel. A szerkesztők a MADI csoportot 1946-ban alapították meg, többek között Martin Blaszkóval, Rhod Rothfuss-szal és Lucio Fontanaval. Kosice részt vett a MADI manifesztum kidolgozásában, s máig éles vita van közte és Arden Quin között, hogy a kiáltványt melyikőjük fogalmazta meg. Bár 1948-ban még résztvevője volt a párizsi Salón des Réalités Nouvelles kiállításnak, ahol a dél-amerikai MADI művészek mutatkoztak be az európai közönségnek, a csoport tagjai hamarosan elváltak. Pályáját azóta egyedül folytatja.
A negyvenes években a világon először használt neont objektjeihez. Kidolgozta a hydrokinetizmus elméletét, monumentális vízsétányokat, vízfalakat, vízszobrokat tervez. Munkáiban ötvözi mindezt a fényművészettel, amit luminal art-nak nevez. 1971-ben publikálta újabb kiáltványát The Hydrospatial City Manifest címmel. Ebben egy fenntarthatóbb fejlődés érdekében újfajta építészeti és városfejlesztési koncepciót javasol azzal együtt, hogy a művészet még inkább hatoljon be a mindennapi életbe.
Az elmúlt évtizedekben félszáz egyéni és félezer csoportos kiállításon szerepelt. Alkotásai köztereken, múzeumokban és gyűjteményekben minden földrészen megtalálhatók. 15 esszé- és irodalmi, verses könyvet publikált.

## Értékelése
Korai éveiben a Bauhaus és az orosz konstruktivizmus hatott rá, Moholy-Nagy Lászlót egyik mesterének tartja. Vonzódott a szürrealizmushoz is, különösen Aragon és Lautréamont költészetéhez. Victor Vasarelyt közelről ismerte. Művészete a magyar származású Nicolas Schöfferével mutat rokonságot. Ligeti György zenéjét gyakran hallgatja. Munkáiban a fény, a víz és a mozgás jelenik meg, részben mint terek és felületek, részben mint szimbólumok, amelyek a gyermekkori tengeri utazást idézik.
1943-ban az elsők között készített mobil szobrot, 1946-ban a világon elsőként jelentkezett neon-szobrokkal és objektekkel, 1949-ben pedig hidrokinetikus alkotásokkal. Számtalan díjat és kitüntetést szerzett, köztük a francia állam Művészet és Irodalom Lovagja díjat, valamint Buenos Aires díszpolgári címét. Mozgalom alapító tevékenységét Magyarországon a MADI art periodical több cikke is méltatta.

## Kiállítások (válogatás)
- 1947 Galerías Pacífico, Buenos Aires. (Az első nonfiguratív, absztrakt és kinetikus kiállítás Dél-Amerikában).
- 1953 Galería Bonino, Buenos Aires.
- 1960 Galerie Denise René, Párizs.
- 1963 Térkonstrukciók és hidraulikus szobrok kiállítása, Drian Gallery, London; Galerie L'Oeil, Párizs.
- 1964 Galerie La Hune, Párizs.
- 1965 Terry Dintenfass Gallery, New York.
- 1966 Galería de Arte Moderno, Córdoba, Argentína.
- 1967 Kosice, Szobrászat: víz, fény, mozgás. Galería Bonino, New York.
- 1968 150 méter eső, Florida street, Buenos Aires.
- 1971 "La Ciudad Hidroespacial", Galería Bonino, Buenos Aires.
- 1972 Museo de Arte Moderno, Buenos Aires.
- 1973 Luis Arango Library, Bogota, Kolumbia.
- 1974 Israel Museum, Jeruzsálem.
- 1977 Alumínium domborművek. 1945-50. Dokumentumok a Madí köréből. Departamento Cultural Librería de la Ciudad, Galería del Este, Buenos Aires.
- Hydrospatial, "Water World Conference", Mar del Plata, Argentína.
- 1979 Hydrokinetikus alkotások, Galería Unika, Punta del Este, Uruguay.
- 1982 Hakone Open Air Museum, Tokió, Japán.
- 1991 Retrospektív kiállítás, 1944-1990. Museo Nacional de Bellas Artes, Buenos Aires.
- 1999 Anticipációk, 80 alkotás. Centro Cultural Recoleta, Buenos Aires.
- 2005 Kis Kosice Szoba. Latin-American Art Museum, Austin, Egyesült Államok.
- 2006 Madí-séta a Florida Streeten, Buenos Aires.
- Gyula Kosice mester köszöntése a Nemzeti Szenátus által, Buenos Aires, Argentína.
- 2007 Merryl Lynch Arteaméricas, Miami, Egyesült Államok.